# Чемпионат мира по плаванию (МПК) 2015
Чемпионат мира по плаванию (МПК) 2015 года — 7-й по счёту чемпионат под эгидой Международного Паралимпийского комитета (IPC), который прошёл в Глазго с 13 по 19 июля 2015 года. На чемпионате было разыграно 152 комплекта медалей и участвовало 580 спортсменов из 70 стран.

## Медальный зачёт (Топ-5)
Страна — хозяйка соревнований 
| Место | Страна         | Золото | Серебро | Бронза | Всего |
| ----- | -------------- | ------ | ------- | ------ | ----- |
| 1     | Россия         | 32     | 19      | 20     | 71    |
| 2     | Украина        | 21     | 27      | 15     | 63    |
| 3     | США            | 11     | 11      | 8      | 30    |
| 4     | Бразилия       | 11     | 8       | 4      | 23    |
| 5     | Великобритания | 10     | 12      | 10     | 32    |
| Всего | Всего          | 152    | 153     | 152    | 457   |

## Медалисты
- ОС — рекорд Австралии и Океании

### Мужчины
| Дисциплина                           | Класс   | Золото                                                                                | Серебро                                                   | Бронза                                         |
| 50 м вольный стиль                   | S3      | Дмитрий Виноградец — 44,16 CR Украина                                                 | Ли Хуанхуа — 44,25 Китай                                  | Винченцо Бони — 48,45 Италия                   |
| 50 м вольный стиль                   | S4      | Эскендер Мустафаев — 38,17 Россия                                                     | Jo Giseong — 38,42 Южная Корея                            | Давид Сметайн — 39,60 Франция                  |
| 50 м вольный стиль                   | S5      | Даниэль Диас — 32,71 Бразилия                                                         | Себастьян Родригез Велосо — 34,61 Испания                 | Vo Thanh Tung — 34,88 Вьетнам                  |
| 50 м вольный стиль                   | S6      | Xu Qing — 30,18 Китай                                                                 | Zheng Tao — 30,56 Китай                                   | Александр Комаров — 32,10 Украина              |
| 50 м вольный стиль                   | S7      | Сергей Сухарев — 28,32 Россия                                                         | Евгений Богодайко — 28,55 Украина                         | Мэтью Леви — 28,71 Австралия                   |
| 50 м вольный стиль                   | S8      | Денис Тарасов — 25,34 CR Россия                                                       | Wang Yinan — 26,66 Китай                                  | Константин Лисенков — 27,31 Россия             |
| 50 м вольный стиль                   | S9      | Александр Скалиух — 26,48 Россия                                                      | Такуро Ямада — 26,57 Япония                               | Александр Демьяненко — 26,67 Россия            |
| 50 м вольный стиль                   | S10     | Андре Бразиль — 23,20 CR Бразилия                                                     | Филиппе Родригес — 23,81 Бразилия                         | Натан Стейн — 23,84 Канада                     |
| 50 м вольный стиль                   | S11     | Брэдли Снайдер — 25,78 CR США                                                         | Кейчи Кимура — 26,83 Япония                               | Хендри Хербст — 27,04 ЮАР                      |
| 50 м вольный стиль                   | S12     | Максим Веракса — 23,92 Украина                                                        | Роман Салей — 24,39 Азербайджан                           | Дмитрий Салей — 24,46 Азербайджан              |
| 50 м вольный стиль                   | S13     | Игорь Бокий — 23,20 WR Беларусь                                                       | Карлос Фарренберг — 24,13 AR Бразилия                     | Ярослав Денисенко — 24,23 Украина              |
| 100 м вольный стиль                  | S4      | Jo Giseong — 1:22,85 CR Южная Корея                                                   | Роман Жданов — 1:23,92 Россия                             | Давид Сметайн — 1:27,24 Франция                |
| 100 м вольный стиль                  | S5      | Даниэль Диас — 1:08,85 CR Бразилия                                                    | Рой Перкинс — 1:15,96 США                                 | Эндрю Маллен — 1:16,68 Великобритания          |
| 100 м вольный стиль                  | S6      | Нельсон Криспин — 1:06,60 AM Колумбия                                                 | Александр Комаров — 1:07,81 Украина                       | Себастьян Иванов — 1:09,18 Германия            |
| 100 м вольный стиль                  | S7      | Pan Shiyun — 1:01,53 CR Китай                                                         | Мэтью Леви — 1:02,51 Австралия                            | Сергей Сухарев — 1:03,27 Россия                |
| 100 м вольный стиль                  | S8      | Денис Тарасов — 55,85 WR Россия                                                       | Wang Yinan — 57,28 Китай                                  | Константин Лисенков — 58,48 Россия             |
| 100 м вольный стиль                  | S9      | Александр Скалиух — 56,97 Россия                                                      | Федерико Морлакки — 57,29 Италия                          | Брэнден Хэлл — 57,51 Австралия                 |
| 100 м вольный стиль                  | S10     | Андре Бразиль — 51,15 Бразилия                                                        | Филиппе Родригес — 52,25 Бразилия                         | Натан Стейн — 53,29 Канада                     |
| 100 м вольный стиль                  | S11     | Брэдли Снайдер — 56,78 CR США                                                         | Матеус Соуса — 59,20 Бразилия                             | Хендри Хербст — 1:00,35 ЮАР                    |
| 100 м вольный стиль                  | S13     | Игорь Бокий — 50,85 WR Беларусь                                                       | Ярослав Денисенко — 51,85 Украина                         | Александр Голитновский — 53,19 Россия          |
| 200 м вольный стиль                  | S2      | Yang Yang — 4:17,86 WR Китай                                                          | Дмитрий Кокарев — 4:21,94 EU Россия                       | Сергей Паламарчук — 4:26,81 Украина            |
| 200 м вольный стиль                  | S3      | Дмитрий Виноградец — 3:28,29 Украина                                                  | Александр Макаров — 3:35,19 Россия                        | Винченцо Бони — 3:41,46 Италия                 |
| 200 м вольный стиль                  | S4      | Jo Giseong — 2:56,23 CR Южная Корея                                                   | Роман Жданов — 3:03,27 Россия                             | Густаво Санчес Мартинес — 3:07,19 Мексика      |
| 200 м вольный стиль                  | S5      | Даниэль Диас — 2:27,28 Бразилия                                                       | Эндрю Маллен — 2:41,35 Великобритания                     | Рой Перкинс — 2:45,41 США                      |
| 200 м вольный стиль                  | S14     | Вячеслав Емельянцев — 1:56,87 Россия                                                  | Jon Margeir Sverrisson — 1:58,06 Исландия                 | Томас Хэмер — 1:58,42 Великобритания           |
| 400 м вольный стиль                  | S6      | Франческо Боккардо — 5:05,49 Италия                                                   | Андрей Граничка — 5:06,51 Россия                          | Дарра Макдональд — 5:12,61 Ирландия            |
| 400 м вольный стиль                  | S7      | Андрей Гладков — 4:46,72 Россия                                                       | Andreas Skaar Bjornstad — 4:58,60 Норвегия                | Мариан Квасница — 5:00,73 Украина              |
| 400 м вольный стиль                  | S8      | Оливер Хунд — 4:24,32 WR Великобритания                                               | Wang Yinan — 4:33,47 Китай                                | Роберт Грайсволд — 4:36,26 AM США              |
| 400 м вольный стиль                  | S9      | Брэнден Хэлл — 4:15,03 Австралия                                                      | Федерико Морлакки — 4:17,50 Италия                        | Давид Грачат — 4:23,79 Португалия              |
| 400 м вольный стиль                  | S10     | Дмитрий Бартасинский — 4:09,50 Россия                                                 | Беноит Хьют — 4:11,55 Канада                              | Дмитрий Ванзенко — 4:13,03 Украина             |
| 400 м вольный стиль                  | S11     | Брэдли Снайдер — 4:37,13 CR США                                                       | Матеус Соуса — 4:45,45 Бразилия                           | Тхэрон Дрэйк — 4:58,40 США                     |
| 400 м вольный стиль                  | S13(12) | Игорь Бокий — 3:59,48 (S13) Беларусь                                                  | Ярослав Денисенко — 4:00,69 (S13) Украина                 | Дмитрий Хорлин — 4:09,36 AS (S12) Узбекистан   |
| 50 м спина                           | S1      | Геннадий Бойко — 1:07,55 CR Украина                                                   | Антон Кол — 1:17,23 Украина                               | Христос Тампаксис — 1:24,90 Греция             |
| 50 м спина                           | S2      | Yang Yang — 59,60 AS Китай                                                            | Дмитрий Кокарев — 1:00,19 Россия                          | Сергей Паламарчук — 1:00,55 Украина            |
| 50 м спина                           | S3      | Дмитрий Виноградец — 47,63 CR Украина                                                 | Винченцо Бони — 48,41 Италия                              | Александр Макаров — 51,74 Россия               |
| 50 м спина                           | S4      | Роман Жданов — 43,81 CR Россия                                                        | Juan Ignacio Reyes — 44,85 Мексика                        | Алексей Лыжихин — 46,97 Россия                 |
| 50 м спина                           | S5      | Даниэль Диас — 35,34 CR Бразилия                                                      | Эндрю Маллен — 37,68 Великобритания                       | Бейтуллах Эроглу — 40,27 Турция                |
| 100 м спина                          | S1      | Геннадий Бойко — 2:29,82 Украина                                                      | Антон Кол — 2:36,11 Украина                               | Христос Тампаксис — 2:54,45 Греция             |
| 100 м спина                          | S2      | Сергей Паламарчук — 2:08,31 Украина                                                   | Дмитрий Кокарев — 2:10,12 Россия                          | Яцек Чех — 2:10,77 Польша                      |
| 100 м спина                          | S6      | Zheng Tao — 1:12,94 WR Китай                                                          | Talisson Glock — 1:13,52 AM Бразилия                      | Ярослав Семененко — 1:14,93 Украина            |
| 100 м спина                          | S7      | Андрей Гладков — 1:09,07 Россия                                                       | Мариан Квасница — 1:13,16 Украина                         | Итало Перейро — 1:15,00 Бразилия               |
| 100 м спина                          | S8      | Константин Лисенков — 1:05,81 Россия                                                  | Юрий Божинский — 1:05,94 Украина                          | Оливер Хунд — 1:06,08 Великобритания           |
| 100 м спина                          | S9      | Брэнден Хэлл — 1:05,01 Австралия                                                      | Джеймс Крайсп — 1:05,12 Великобритания                    | Tamas Toth — 1:05,24 Венгрия                   |
| 100 м спина                          | S10     | Андре Бразиль — 59,95 CR Бразилия                                                     | Оливер ван де Вурт — 1:00,62 Нидерланды                   | Беноит Хьют — 1:01,63 Канада                   |
| 100 м спина                          | S11     | Дмитрий Залевский — 1:08,42 CR Украина                                                | Виктор Смирнов — 1:09,59 Украина                          | Wojciech Artur Makowski — 1:11,83 Польша       |
| 100 м спина                          | S12     | Александр Неволин-Светов — 1:00,62 Россия                                             | Сергей Клипперт — 1:01,28 Украина                         | Такер Дапри — 1:01,36 США                      |
| 100 м спина                          | S13     | Игорь Бокий — 56,74 WR Беларусь                                                       | Ярослав Денисенко — 59,08 Украина                         | Сиан Рассо — 1:01,10 Австралия                 |
| 100 м спина                          | S14     | Вячеслав Емельянцев — 59,26 WR Россия                                                 | Lee Inkook — 59,88 Южная Корея                            | Марк Эверс — 1:00,42 Нидерланды                |
| 50 м брасс                           | SB2     | Somchai Doungkaew — 59,62 Таиланд                                                     | Arnulfo Orena — 1:00,48 Мексика                           | Иоаннис Костакис — 1:00,56 Греция              |
| 50 м брасс                           | SB3     | Мигель Лаки — 50,13 Испания                                                           | Такаюки Сузуки — 50,51 Япония                             | Алексей Лыжихин — 51,01 Россия                 |
| 100 м брасс                          | SB4     | Даниэль Диас — 1:36,54 Бразилия                                                       | Антонис Цапатакис — 1:36,75 Греция                        | Рикардо Тен — 1:39,90 Испания                  |
| 100 м брасс                          | SB5     | Юрий Лучкин — 1:32,01 CR Россия                                                       | Карл Форсман — 1:33,40 Швеция                             | Андрей Граничка — 1:34,33 Россия               |
| 100 м брасс                          | SB6     | Евгений Богодайко — 1:21,92 Украина                                                   | Нельсон Криспин — 1:22,83 AM Колумбия                     | Торбен Шмидтке — 1:23,13 Германия              |
| 100 м брасс                          | SB7     | Carlos Serrano Zarate — 1:16,68 WR Колумбия                                           | Блэйк Кохрэйн — 1:17,45 Австралия                         | Симон Бойер — 1:18,83 Нидерланды               |
| 100 м брасс                          | SB8     | Андрей Калина — 1:07,38 Россия                                                        | Oscar Salguero Galisteo — 1:10,82 Испания                 | Андреас Онеа — 1:12,34 Австрия                 |
| 100 м брасс                          | SB9     | Кевин Пауль — 1:04,50 CR ЮАР                                                          | Павел Полтавцев — 1:05,83 Россия                          | Рик Пенделтон — 1:09,04 OC Австралия           |
| 100 м брасс                          | SB11    | Кейчи Кимура — 1:14,04 CR Япония                                                      | Тхэрон Дрэйк — 1:15,26 США                                | Александр Мащенко — 1:16,49 Украина            |
| 100 м брасс                          | SB12    | Алексей Федына — 1:05,25 CR Украина                                                   | Дмитрий Салей — 1:06,93 Азербайджан                       | Ануар Ахметов — 1:08,48 AS Казахстан           |
| 100 м брасс                          | SB13    | Владимир Изотов — 1:06,86 Беларусь                                                    | Игорь Бокий — 1:07,11 Беларусь                            | Михаил Зимин — 1:08,24 Россия                  |
| 100 м брасс                          | SB14    | Марк Эверс — 1:07,10 Нидерланды                                                       | Скотт Квин — 1:07,99 Великобритания Ясухиро Танака Япония | —                                              |
| 50 м баттерфляй                      | S5      | Даниэль Диас — 35,51 Бразилия                                                         | Рой Перкинс — 35,67 США                                   | Эндрю Маллен — 37,14 Великобритания            |
| 50 м баттерфляй                      | S6      | Zheng Tao — 31,17 Китай                                                               | Xu Qing — 31,25 Китай                                     | Саша Киндред — 32,01 Великобритания            |
| 50 м баттерфляй                      | S7      | Pan Shiyun — 29,49 =WR Китай                                                          | Евгений Богодайко — 29,82 EU Украина                      | Wang Jingang — 30,51 Китай                     |
| 100 м баттерфляй                     | S8      | Денис Тарасов — 1:01,05 Россия                                                        | Charles Rozoy — 1:02,63 Франция                           | Luis Armando Andrade Guillen — 1:03,92 Мексика |
| 100 м баттерфляй                     | S9      | Александр Скалиух — 59,62 Россия                                                      | Федерико Морлакки — 59,69 Италия                          | Kristijan Vincetic — 1:00,74 Хорватия          |
| 100 м баттерфляй                     | S10     | Денис Дубров — 56,43 EU Украина                                                       | Андре Бразиль — 56,67 Бразилия                            | Дмитрий Григорьев — 57,55 Россия               |
| 100 м баттерфляй                     | S11     | Кейчи Кимура — 1:02,98 CR Япония                                                      | Александр Мащенко — 1:03,05 Украина                       | Израэль Оливер — 1:04,24 Испания               |
| 100 м баттерфляй                     | S13     | Игорь Бокий — 54,44 WR Беларусь                                                       | Роман Макаров — 57,52 Россия                              | Timothy Antalfy — 57,58 Австралия              |
| 150 м комплекс                       | SM3     | Дмитрий Виноградец — 3:01,28 Украина                                                  | Грэнт Пэттерсон — 3:08,94 Австралия                       | Arnulfo Castorena — 3:17,70 Мексика            |
| 150 м комплекс                       | SM4     | Роман Жданов — 2:25,24 Россия                                                         | Кэмерон Лесли — 2:26,55 Новая Зеландия                    | Jin Zhipeng — 2:36,90 Китай                    |
| 200 м комплекс                       | SM6     | Саша Киндред — 2:41,41 CR Великобритания                                              | Нельсон Криспин — 2:41,84 AM Колумбия                     | Тэлиссон Глок — 2:41,87 Бразилия               |
| 200 м комплекс                       | SM7     | Евгений Богодайко — 2:34,46 CR Украина                                                | Мэтью Леви — 2:38,12 Австралия                            | Андрей Гладков — 2:40,45 Россия                |
| 200 м комплекс                       | SM8     | Оливер Хунд — 2:22,40 EU Великобритания                                               | Константин Лисенков — 2:26,62 Россия                      | Song Maodang — 2:26,89 Китай                   |
| 200 м комплекс                       | SM9     | Федерико Морлакки — 2:17,76 Италия                                                    | Андрей Калина — 2:18,38 Россия                            | Tamas Toth — 2:21,46 Венгрия                   |
| 200 м комплекс                       | SM10    | Денис Дубров — 2:11,94 EU Украина                                                     | Беноит Хьют — 2:12,50 Канада                              | Дмитрий Ванзенко — 2:14,00 Украина             |
| 200 м комплекс                       | SM11    | Александр Мащенко — 2:29,62 Украина                                                   | Израэль Оливер — 2:30,63 Испания                          | Кейчи Кимура — 2:31,13 Япония                  |
| 200 м комплекс                       | SM13    | Игорь Бокий — 2:04,06 Беларусь                                                        | Ярослав Денисенко — 2:08,58 Украина                       | Дмитрий Салей — 2:11,33 Азербайджан            |
| 200 м комплекс                       | SM14    | Вячеслав Емельянцев — 2:08,98 WR Россия                                               | Марк Эверс — 2:10,38 Нидерланды                           | Михаил Кулябин — 2:15,81 Россия                |
| эстафета 4х100 метров, вольный стиль | 34 pts  | Константин Лисенков Андрей Калина Александр Скалиух Денис Тарасов Россия — 3:48.10 WR | Бразилия — 3:51.44 AM                                     | Австралия — 3:56.26                            |
| эстафета 4х100 метров, комплекс      | 34 pts  | Константин Лисенков Андрей Калина Дмитрий Григорьев Денис Тарасов Россия — 4:06.09 WR | Китай — 4:14.09                                           | Украина — 4:18.25                              |

### Женщины
| Дисциплина         | Класс | Золото                                      | Серебро                             | Бронза                                     |
| 50 м вольный стиль | S3-4  | Нели Миранда Эррера (S4) — 40,08 WR Мексика | Ариола Трими (S4) — 41,69 EU Италия | Зульфия Габидуллина (S3) — 48,18 Казахстан |
| 50 м вольный стиль | S5    | Йоанна Мария Силва — 38,39 Бразилия         | Тереза Пиралес — 38,59 Испания      | Инбал Пезаро — 40,17 Израиль               |
| 50 м вольный стиль | S6    | Елизавета Мерешко — 34,14 WR Украина        | Виктория Савцова — 34,20 Украина    | Тиффани Кэйн — 34,73 OC Австралия          |
| 50 м вольный стиль | S7    | Ани Палян — 33,67 Россия                    | Кортни Джордан — 33,70 США          | Дениз Грэхл — 34,72 Германия               |
| 50 м вольный стиль | S8    | Мэддисон Элиот — 30,52 Австралия            | Лакейша Паттерсон — 31,62 Австралия | Олеся Владыкина — 31,65 Россия             |
| 50 м вольный стиль | S9    | Сараи Гаскон — 29,41 Испания                | Мишель Конколи — 29,45 США          | Элли Коле — 29,61 Австралия                |
| 50 м вольный стиль | S10   | Аурель Ривар — 27,87 AM Канада              | Нина Рябова — 27,91 EU Россия       | Софи Паское — 28,00 Новая Зеландия         |
| 50 м вольный стиль | S11   | Li Guizhi — 31,18 CR Китай                  | Мэри Фишер — 31,78 Новая Зеландия   | Майя Рейчард — 32,74 Швеция                |
| 50 м вольный стиль | S12   | Ханна Рассел — 27,51 Великобритания         | Дарья Стукалова — 27,53 Россия      | Naomi Maike Schnittger — 28,29 Германия    |
| 50 м вольный стиль | S13   | Анна Крившина — 27,49 CR Россия             | Анна Стетсенко — 27,80 Украина      | Йонна Мендак — 28,39 Польша                |

### Команда
| Дисциплина                               | Класс  | Золото                | Серебро           | Бронза                                                                    |
| Смешанная эстафета 4×50 м, вольный стиль | 20 pts | Бразилия — 2:29.80 WR | Украина — 2:37.63 | Эскендер Мустафаев Ирина Девятова Роман Жданов Ани Палян Россия — 2:37.95 |